# Maison de l'Étoile
La « Maison de l'Étoile » (De Sterre en néerlandais) ou « Maison de l'Amman » est une maison de style néo-baroque située au numéro 8 de la Grand-Place de Bruxelles en Belgique, entre la rue Charles Buls et la « Maison du Cygne », au sud de la place.
L'aspect actuel de la maison résulte d'une reconstruction opérée en 1896-1897 par l'architecte Adolphe Samyn qui a reconstruit ou restauré plusieurs maisons de la Grand-Place (l'Étoile, la Maison de l'Arbre d'Or, le Marchand d'Or, Joseph et Anne, l'Ange, le Cerf et le Roi d'Espagne).

## Historique
Cette maison est située à l'angle de la rue Charles Buls qui s'appelait jadis rue de l'Étoile (Sterstraat), comme l'atteste la légende du dessin de Ferdinand-Joseph Derons qui représente les maisons situées entre cette rue et la rue des Chapeliers : …tot aan den hoek van de Sterstraet op de groote meert.
Elle est déjà mentionnée au XIIIe siècle et devient au XIVe siècle le local de l'Amman (praetor en latin), notable bruxellois qui « était chef-justicier dans la ville » et présidait le tribunal composé par les échevins de la Ville, en sa qualité de représentant direct du prince, (le mot Amman est un mot moyen-néerlandais, composé de amt, « fonction », et man, « homme », correspondant au latin "officialis"). L'Amman assurait également la police des spectacles : « nulle pièce n'était représentée sans son assentiment préalable », prérogative qui « lui donnait le droit d'occuper au théâtre la loge du premier rang ».
L'échevin Éverard t'Serclaes, agressé par les hommes de main du seigneur de Gaasbeek après avoir délivré la ville des mains du Comte de Flandre, est transporté à la « Maison de l'Étoile » et y décède le 31 mars 1388.
La maison est reconstruite après la destruction des maisons de la Grand-Place lors du bombardement de la ville par les troupes françaises de Louis XIV commandées par le maréchal de Villeroy, en août 1695.
Elle est démolie en 1853, avec toutes les maisons de la rue de l'Étoile situées du même côté qu'elle, pour élargir la rue, et permettre le passage d'un tramway à traction chevaline.
La maison est ensuite reconstruite en 1896-1897 par l'architecte Adolphe Samyn à l'initiative du bourgmestre Charles Buls, avec un rez-de-chaussée percé d'une galerie pour faciliter la circulation. Elle devient alors une annexe de la « Maison du Cygne » voisine.
En 1899, la rue est rebaptisée au nom de Charles Buls et une plaque de style Art nouveau commémorant son action en faveur de la Grand-Place est installée dans la galerie sous la maison.

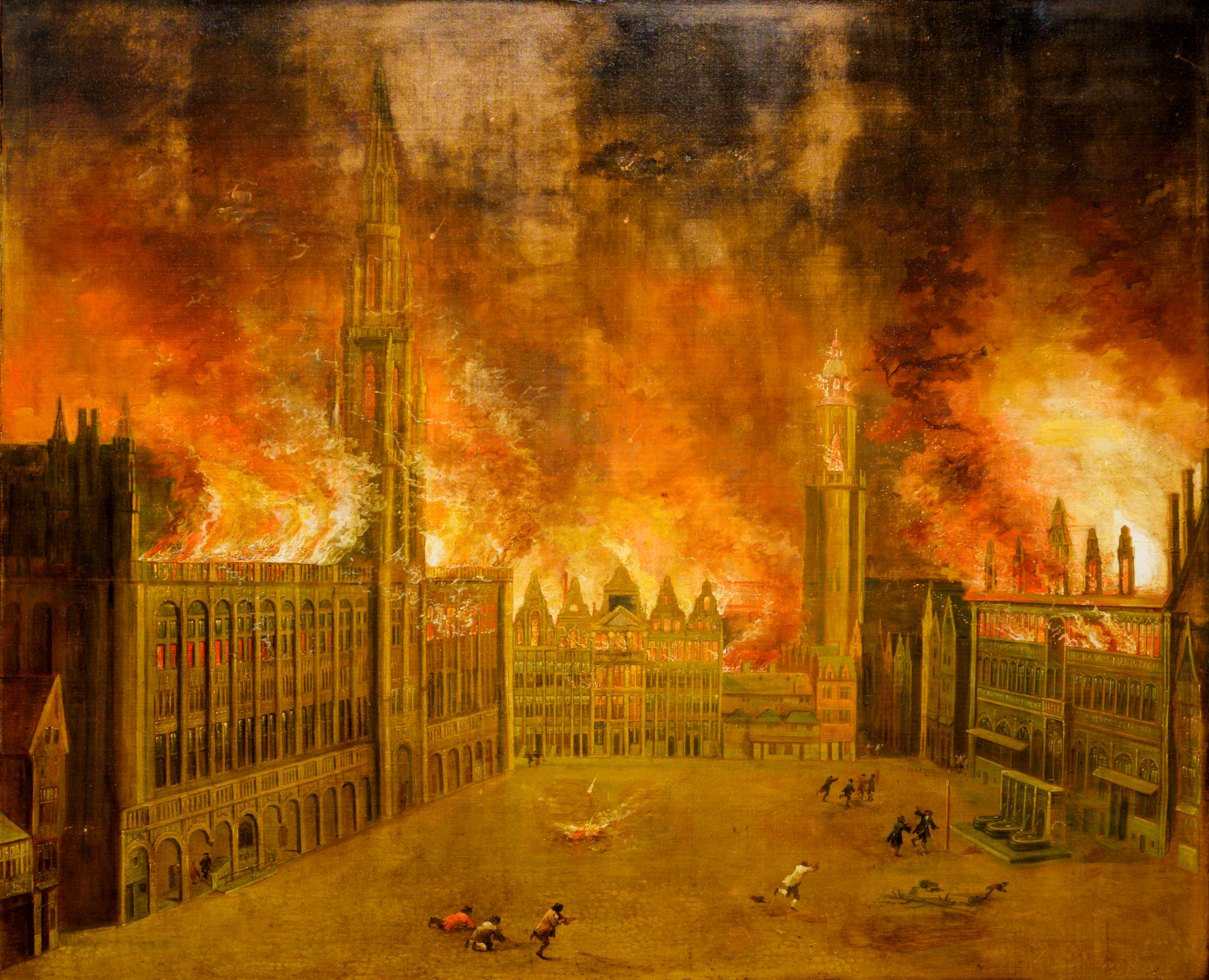
La Grand-Place en feu la nuit du 13 au 14 août 1695 (anonyme, musée de la Ville de Bruxelles) : ce tableau montre que la Maison de l'Étoile (à l'extrême gauche) n'était encore qu'une maison en bois en 1695.
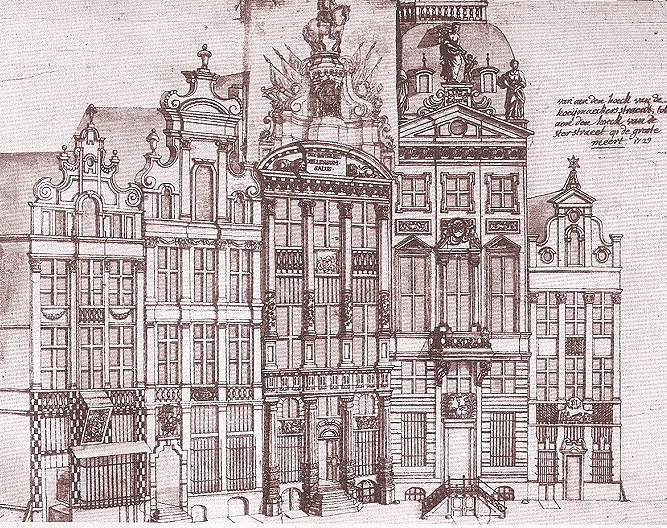
Les maisons situées entre la rue des Chapeliers et la rue de l'Étoile, devenue depuis rue Charles Buls. De gauche à droite : Le Mont Thabor, La Rose, L'Arbre d'Or, Le Cygne, L'Étoile. Dessin de Ferdinand-Joseph Derons (1729).

## Classement

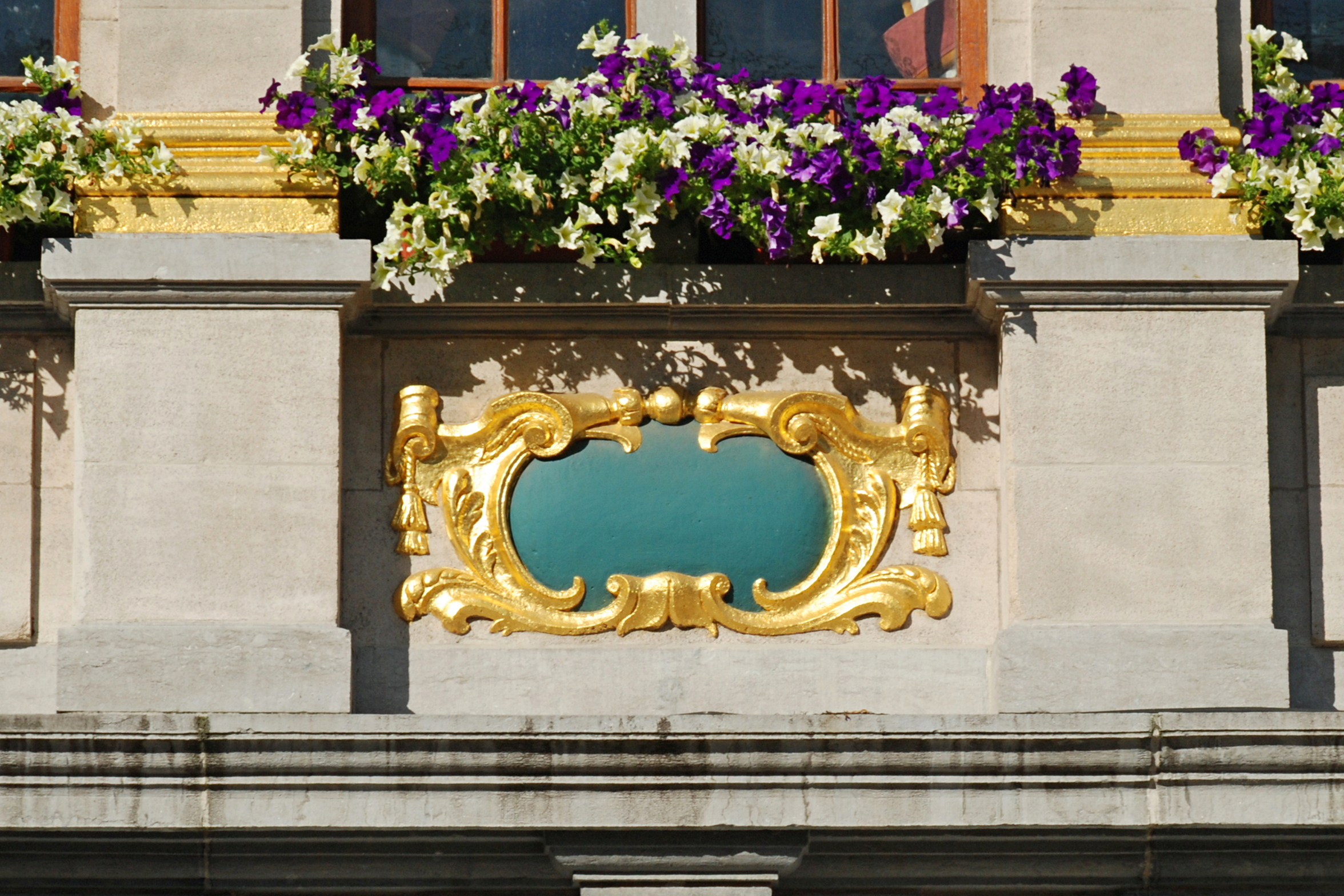
Le cartouche non millésimé du premier étage.

Les façades et les toitures de toutes les maisons qui bordent la Grand-Place font l'objet d'un classement au titre des monuments historiques en tant qu'ensemble depuis le 19 avril 1977 sous la référence globale 2043-0065/0.
Le classement a été étendu à la totalité du bâtiment le 7 novembre 2002, sous la référence 2043-0065/008.

## Architecture

### Façade principale
La « Maison de l'Étoile », édifiée en pierre d'Euville et en pierre bleue, possède la façade la plus étroite de la Grand-Place après la « Maison du Cerf ». Cette façade, non seulement étroite mais également peu élevée, comporte  trois travées asymétriques, la travée centrale étant plus large que les travées latérales.
Le rez-de-chaussée est percé d'une galerie abritant le Monument à Charles Buls, dû au talent de Victor Rousseau, ainsi que le Monument à Éverard t'Serclaes, bas-relief en laiton de Julien Dillens.
Le premier et le deuxième étage sont reliés entre eux par des pilastres d'ordre colossal à chapiteaux ornés de feuilles d'acanthe dorées supportant un entablement non orné.
Ces deux étages présentent une structure très semblable : une fenêtre à meneaux centrale encadrée de fenêtres plus petites, à traverse horizontale, avec une décoration uniquement au niveau de l'allège de la fenêtre de la travée centrale (cartouche doré non millésimé au premier étage et balustres torses rehaussées de dorures au deuxième).
La façade est couronnée par un pignon composé de trois travées séparées par des pilastres à chapiteaux toscans. La travée centrale comprend une fenêtre à piédroits et impostes saillants portant un arc en plein cintre à clé saillante, surmonté d'un larmier courbe doré et d'un œil-de-bœuf ovale orné lui aussi d'une clé saillante et d'un petit larmier courbe doré, motif qui se répète sur chacune des travées latérales du pignon. Les pilastres du pignon supportent un fronton triangulaire portant un amortissement orné d'une étoile dorée.

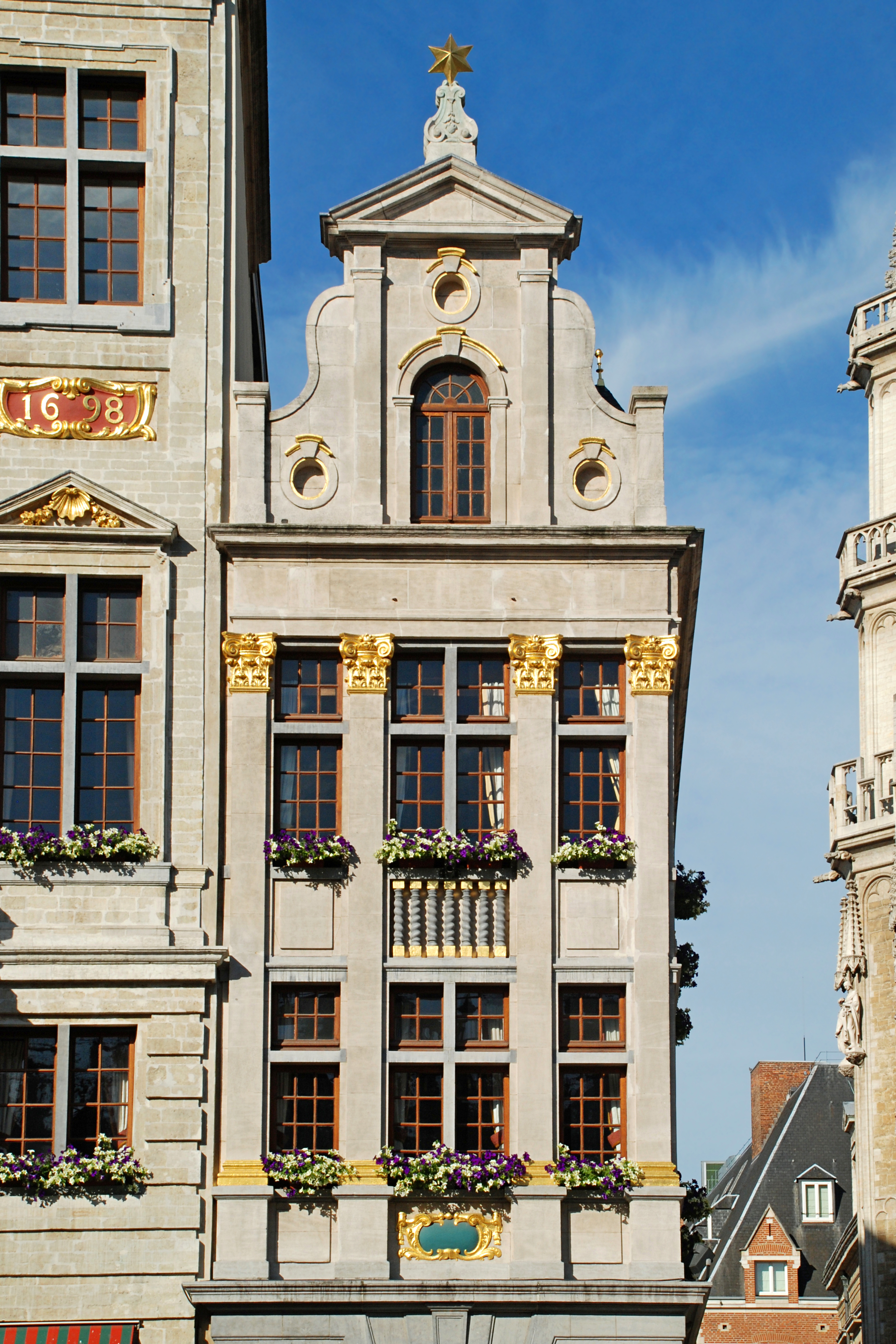
Les étages.
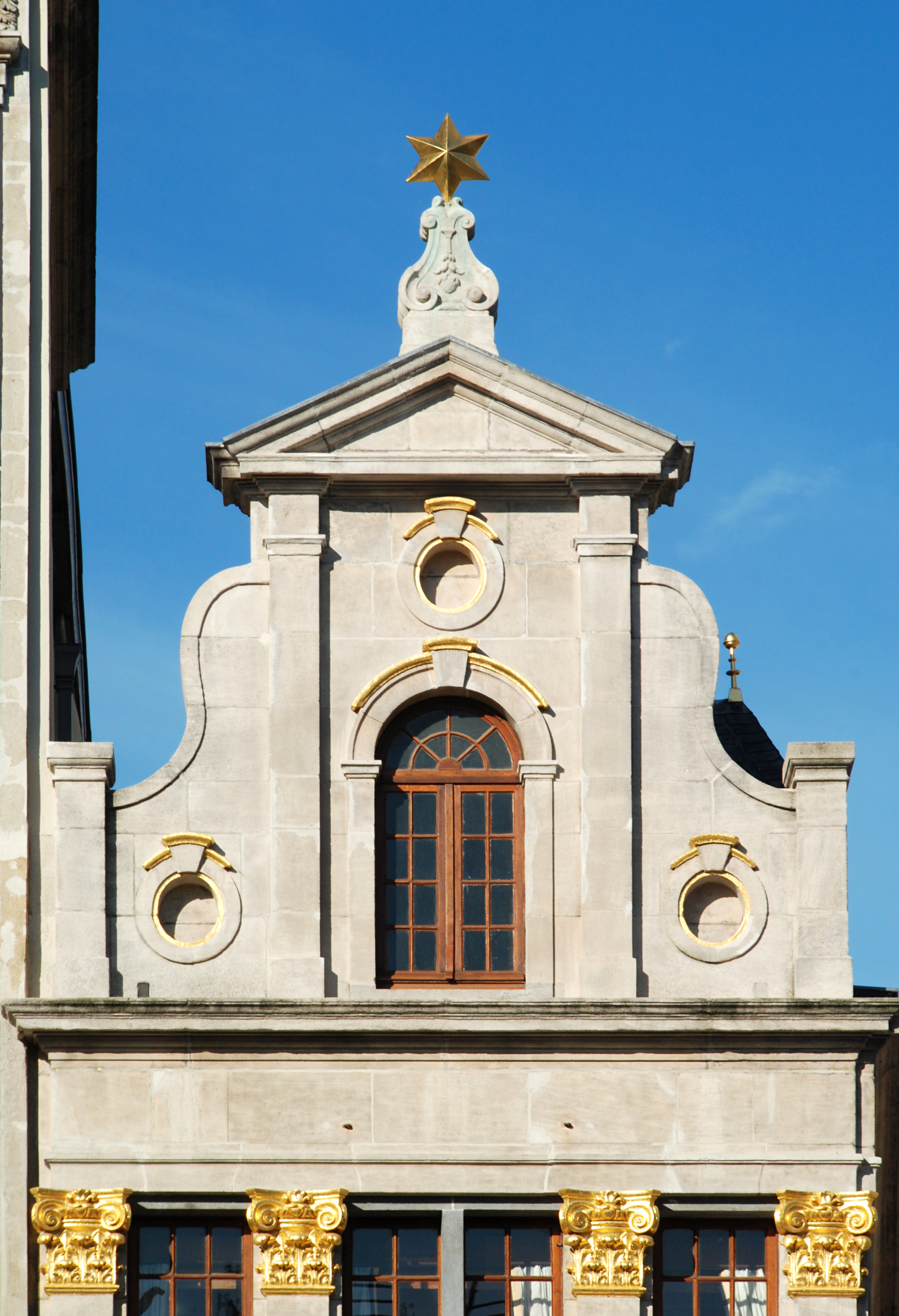
Le pignon.
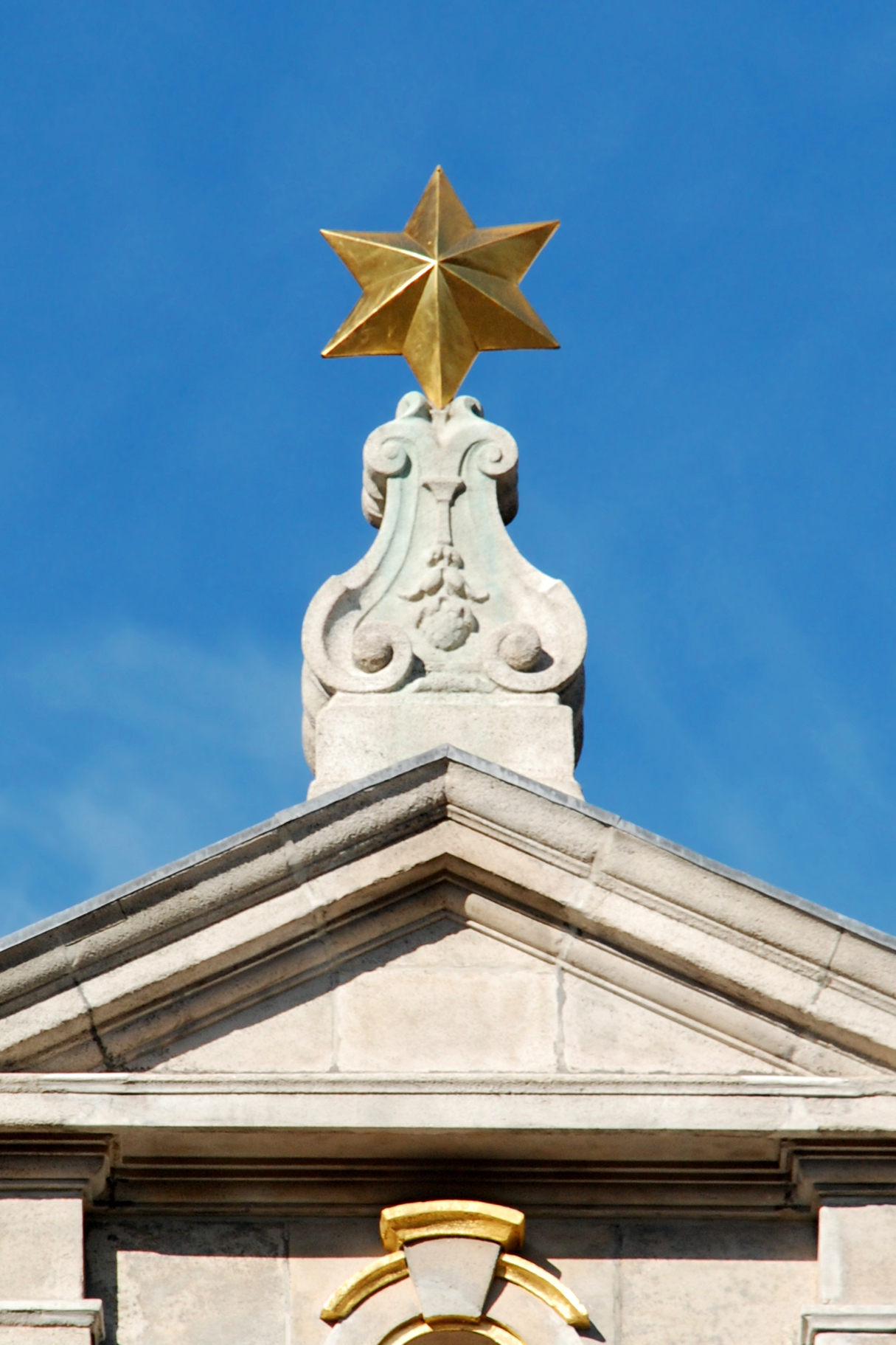
L'étoile au sommet du pignon.
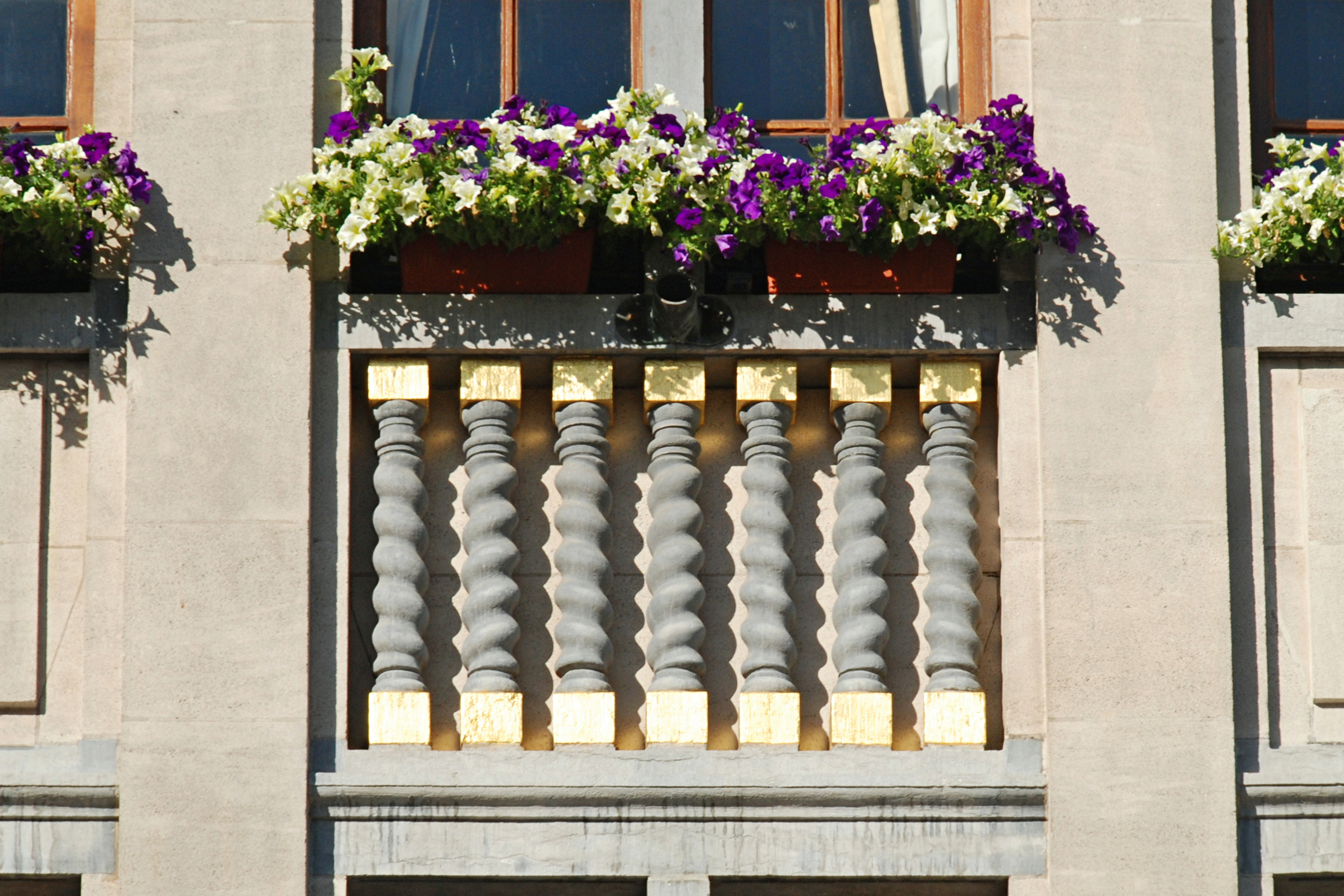
La décoration de l'allège.

### Façade arrière
La façade arrière de la Maison de l'Étoile, dirigée vers l'ouest, est très semblable à la façade principale, mais elle ne compte qu'un seul alignement de fenêtres.
Cette façade n'est cependant ornée que de deux pilastres à chapiteaux ornés de feuilles d'acanthe, alors que la façade principale en compte quatre. Autre différence notable : le cartouche est ici peint en rouge et orne l'allège de la fenêtre du deuxième étage, alors que le balcon aux balustres torses orne l'allège de la fenêtre du premier étage.
Par ailleurs, le pignon est plus simple que le pignon oriental, car il ne présente pas de volutes.
Enfin, l'axe vertical de la composition architecturale de la façade arrière ne se termine pas par un amortissement orné d'une étoile comme c'est le cas au sommet de la façade principale.

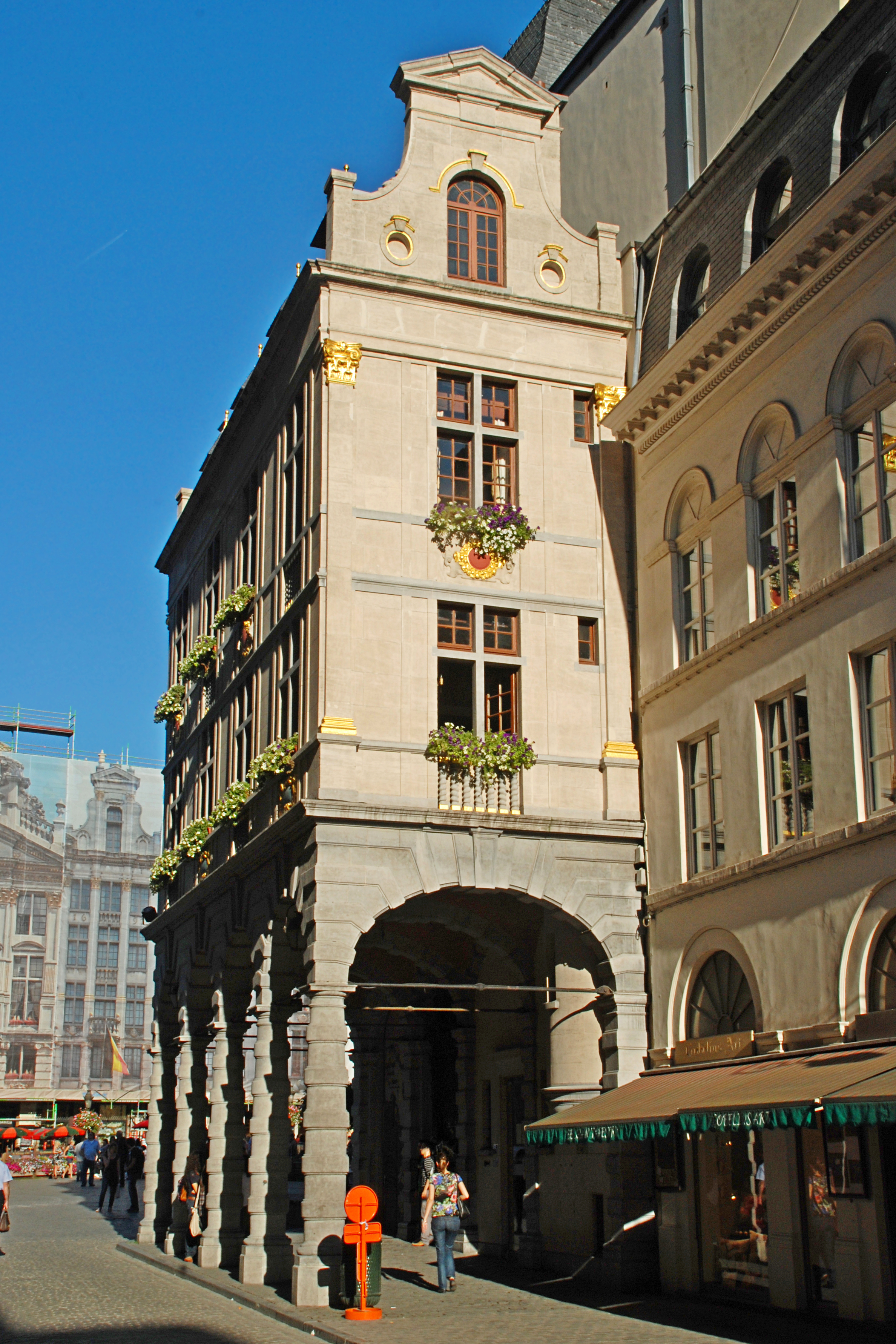
La façade arrière.
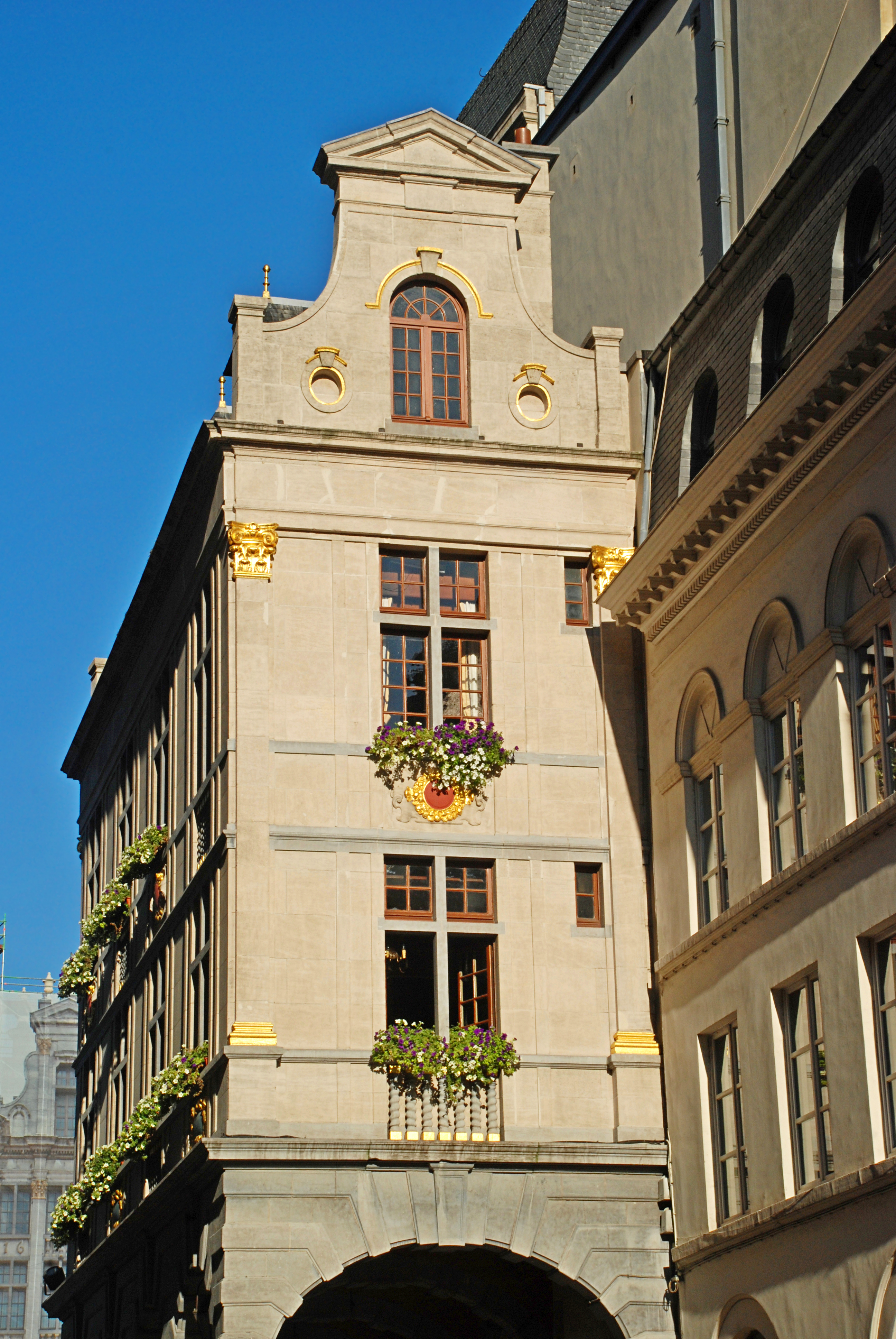
Les étages.
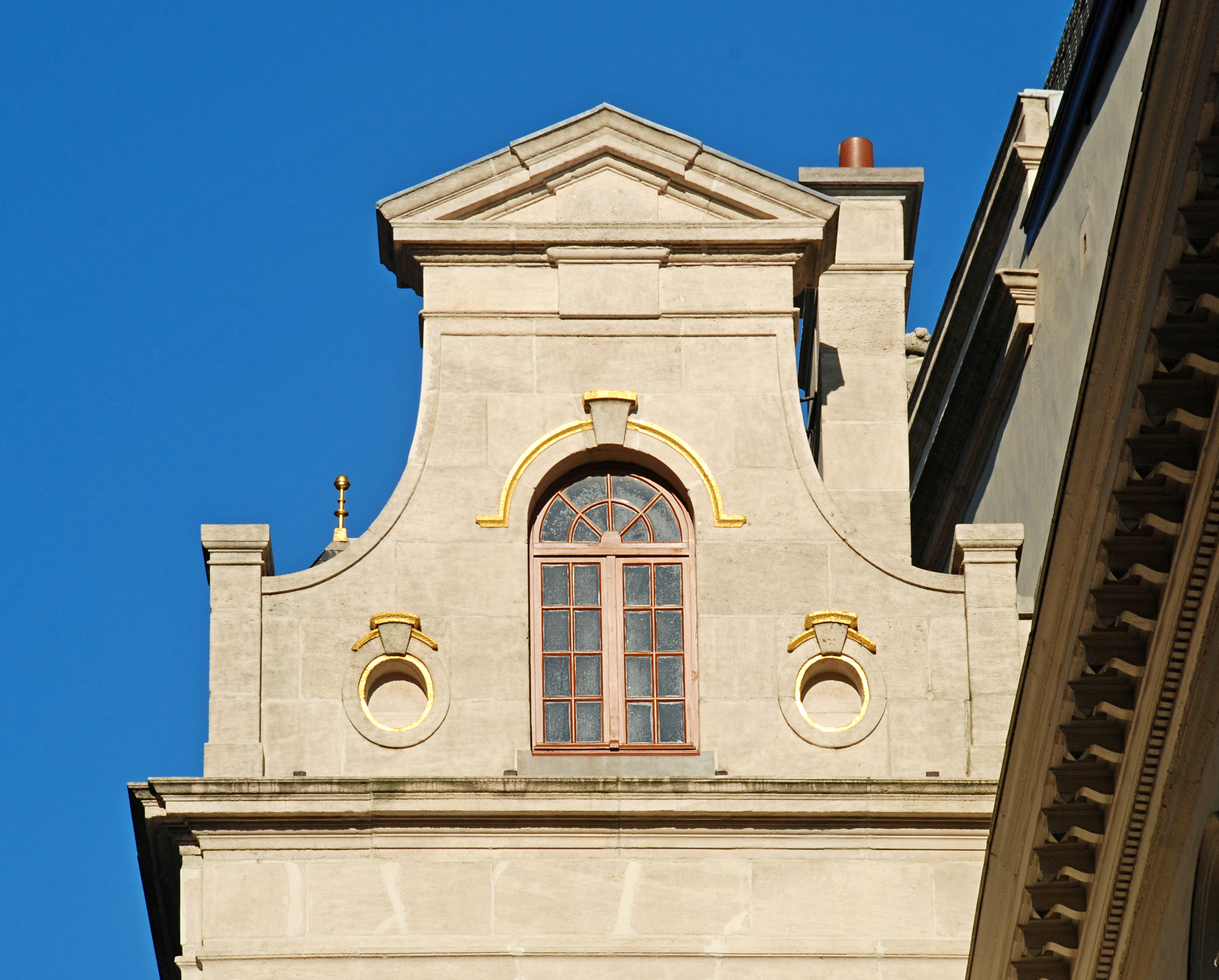
Le pignon.
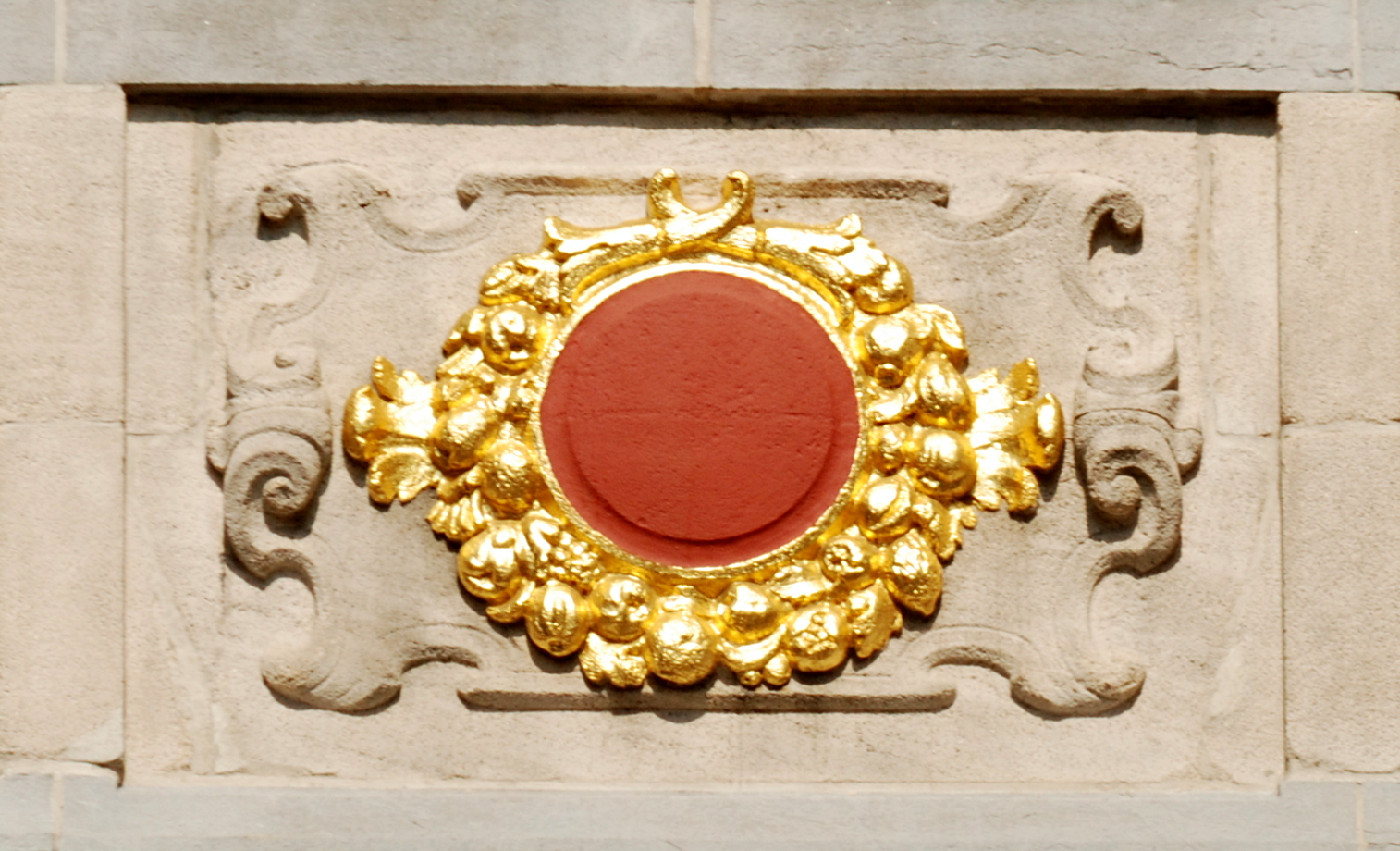
Le cartouche du deuxième étage.

## Ornementation
La galerie qui occupe le rez-de-chaussée de la Maison de l'Étoile abrite le Monument à Charles Buls et le Monument à Éverard t'Serclaes.

Monuments à Charles Buls et à Éverard t'Serclaes
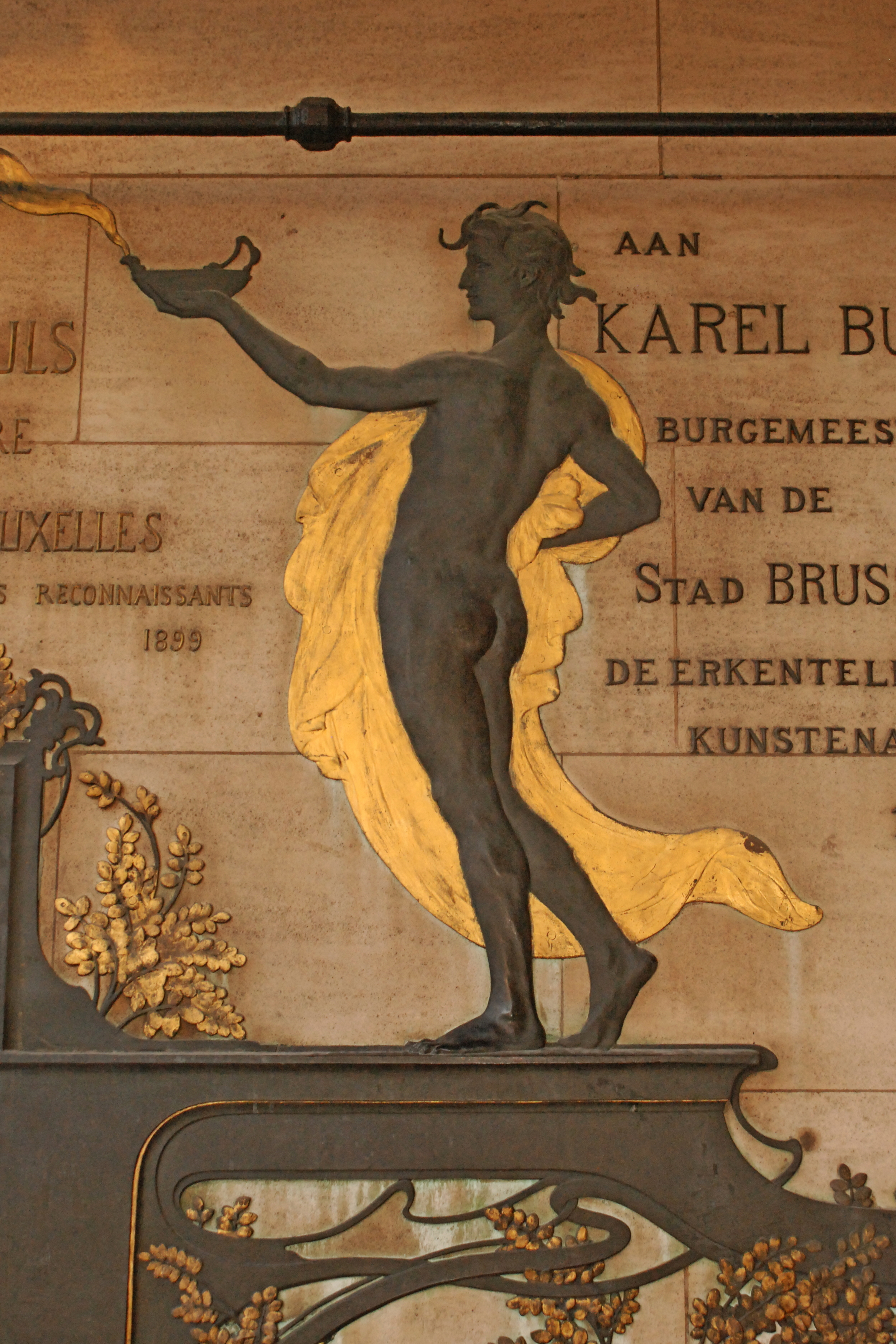
Allégorie de la Lumière.
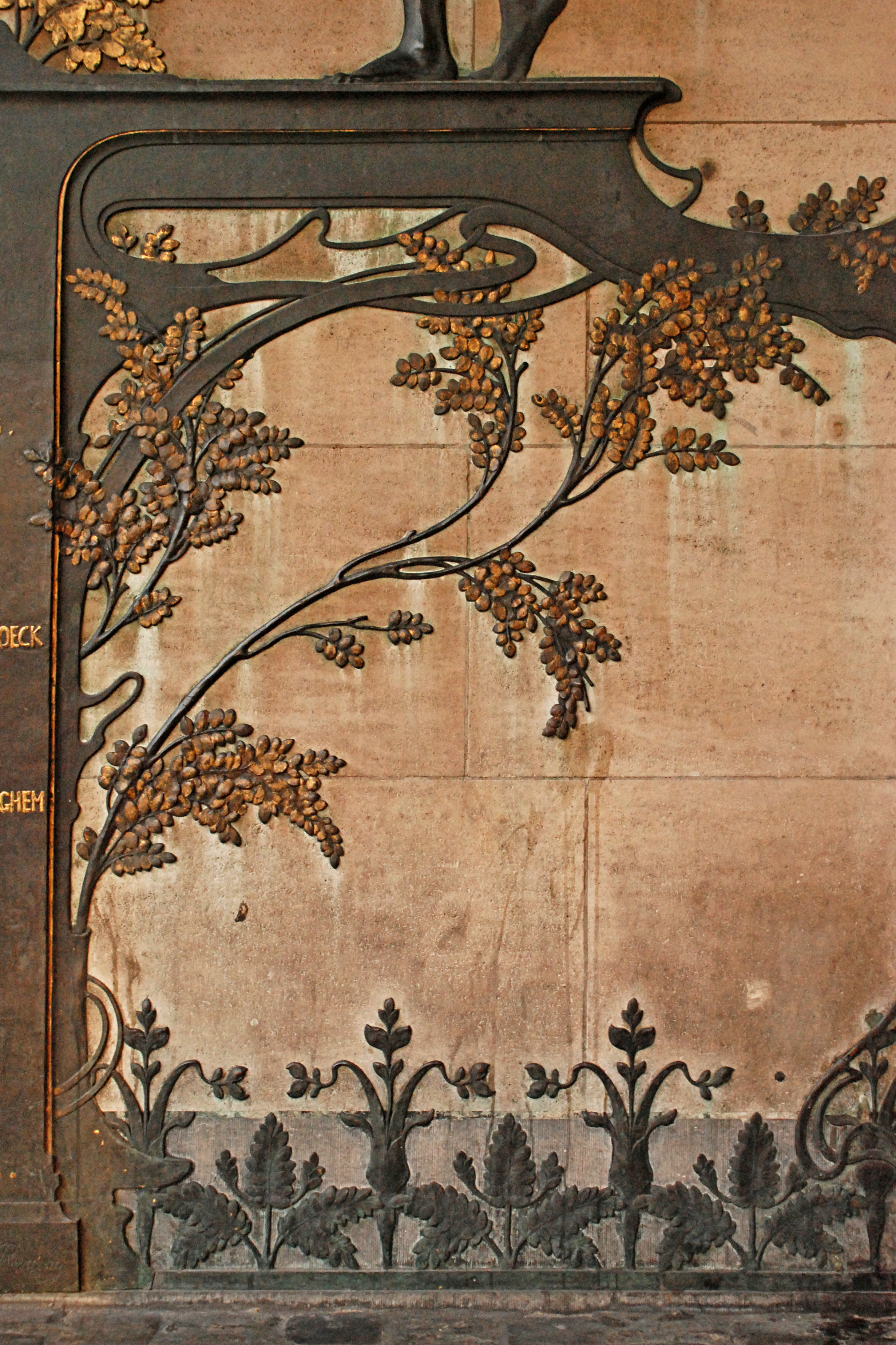
Branche d'acacia.
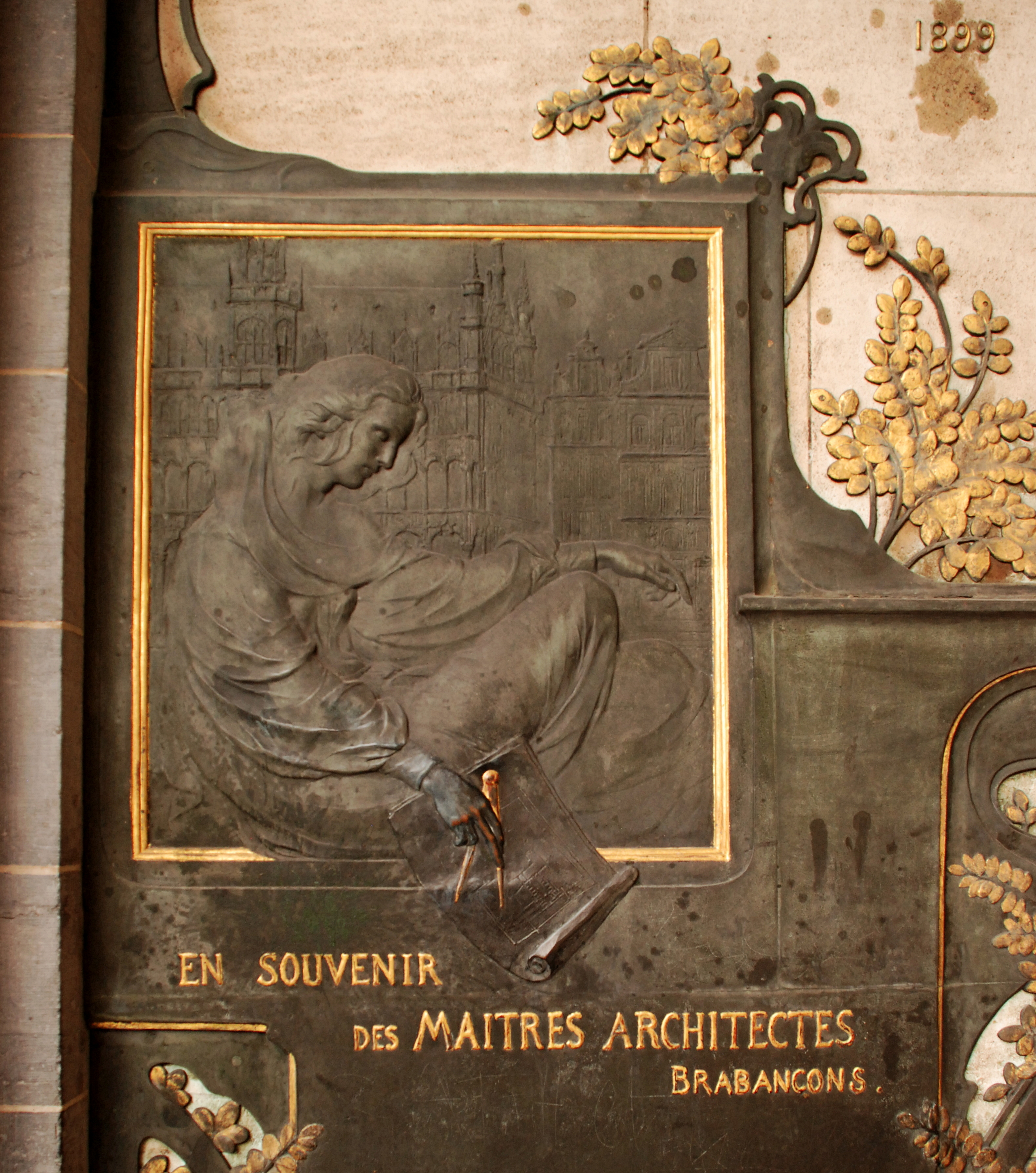
Allégorie de l'Architecture.
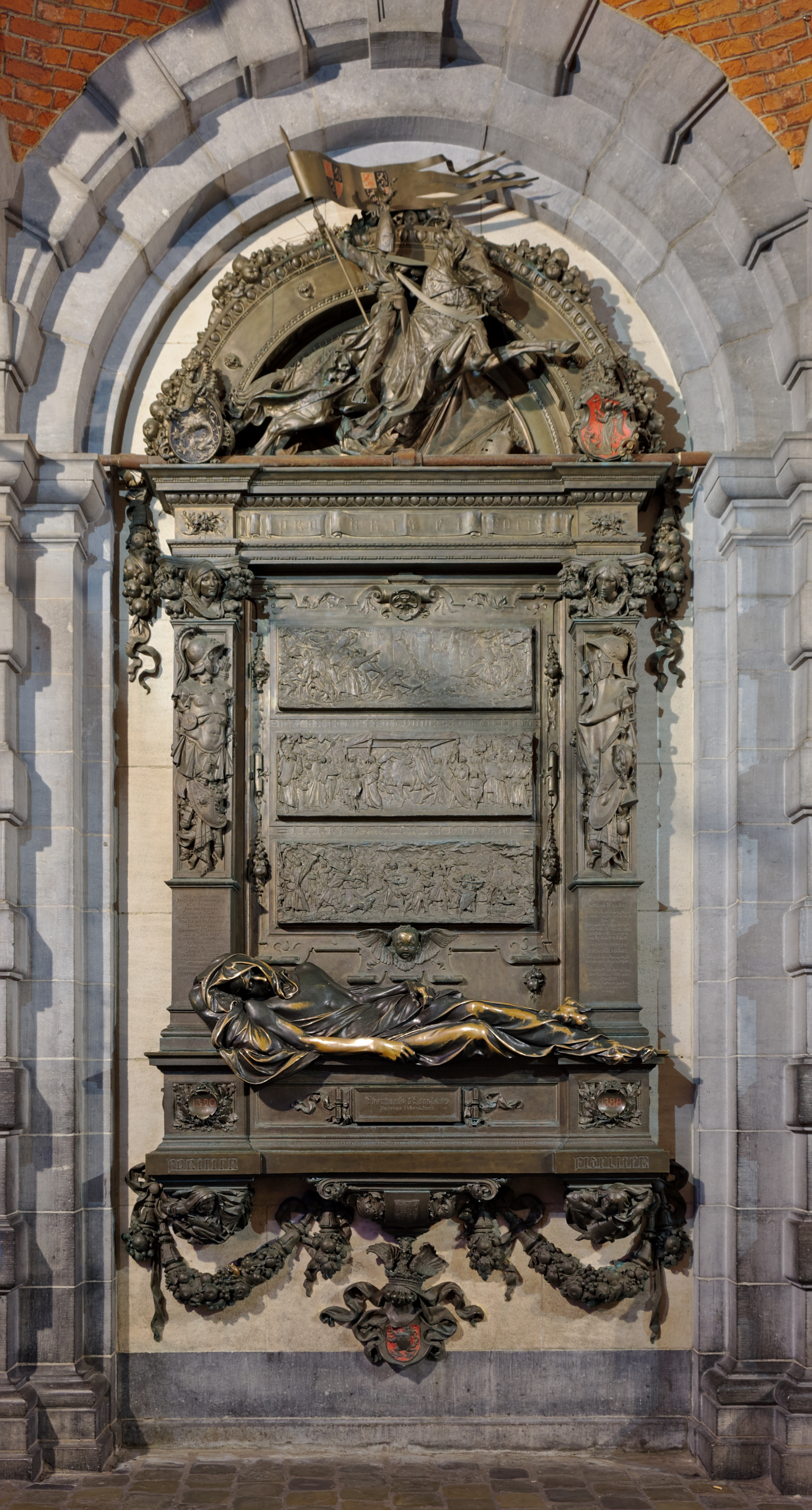
Monument à Éverard t'Serclaes.